# Карл фон Линде
Карл Паул Готфрид фон Линде (Carl Paul Gottfried Linde, от 1897 г. Ritter von Linde; * 11 юни 1842 г. в Берндорф; † 16 ноември 1934 г. в Мюнхен) е германски инженер и изобретател с принос в хладилната техника, основател на днешния интернационален концерн, „Линде“ (Linde AG).

## Биография
Той е третото от девет деца на евангелистко-лутерански пастор. След завършването на гимназията в Кемптен (днес носеща името Карл фон Линде) следва от 1861 до 1864 г. в Политехническия университет на Цюрих. Заради един студентски протест е изключен през 1864 г. и не завършва. Работи за кратко в памучната фабрика в Кемптен, след това става ръководител на конструкторско бюро в локомотивната фабрика Крауз в Мюнхен.
През 1868 г. на 26 години вече е приет като извънреден професор в Политехниката на Мюнхен. От 1872 г. е редовен професор по машиностроене, като създава машинна лаборатория, в която е учил и Рудолф Дизел.
Интересува се от хладилна техника, тогава още в зародиш и през 1870 и 1871 публикува статии относно изследванията са в областта. През 1879 г. основава общество за хладилни машини във Висбаден. През 1895 конструира и построява първата промишлена инсталация за получаване на втечнен въздух, основана на ефекта на Джаул-Томпсън и въвежда предварително охлаждане (цикъл на Линде-Хампсон, на английски: Hampson–Linde cycle). По-нататък Линде работи над проблема за разделяне на различни смеси от технически важни газове на съставните им части. През 1902 г. конструира, а през 1907 г. съществено усъвършенства ректификационен апарат за разделяне на въздуха на компоненти с непрекъснато действие.
През 1871 г. той пише статия за подобрена охладителна техника и построява машина за охлаждане с метил-етер. През 1876 г. прави втора машина с охлаждащ агент амоняк. Неговите хладилни машини имат търговски успех и той започва да им отделя все повече време. На 21 юни 1879 г. напуска изследователската си работа и основава заедно с двама производители на бира и още трима души Gesellschaft für Lindes Eismaschinen AG (днес Linde AG). От 1892 до 1910 г. е отново професор. През 1910 г. се оттегля от директорския си пост и оставя ръководенето на много успешното предприятие на синовете си Фридрих и Рихард.

## Семейство
През 1866 г. се жени за Хелене Грим, с която имат шест деца.

## Трудове
- Carl von Linde: „Aus meinem Leben und von meiner Arbeit“ (Memoirs: „From my life and about my work“), first published 1916, reprinted by Springer 1984. Oldenbourg Verlag, München 1979, ISBN 3-486-23411-0.